# Cabasse
 Cabasse  (en occitano Cabassa) es una población y comuna francesa, que se encuentra en la región de Provenza-Alpes-Costa Azul, departamento de Var, en el distrito de Brignoles y cantón de Besse-sur-Issole.

## Demografía
| 929 | 905 | 802 | 786 | 1182 | 1283 |
| Para los censos de 1962 a 1999 la población legal corresponde a la población sin duplicidades (Fuente: INSEE [Consultar]) |     |     |     |      |      |